# Stichting Wetenschappelijk Onderzoek Verkeersveiligheid
De Stichting Wetenschappelijk Onderzoek Verkeersveiligheid (SWOV) is een onafhankelijk Nederlands wetenschappelijk onderzoekinstituut op het gebied van de verkeersveiligheid. De kennis van SWOV bestrijkt alle onderwerpen op het gebied van de verkeersveiligheid, zoals infrastructuur, handhaving of technische ontwikkelingen van vervoermiddelen.
Het instituut werd opgericht in 1962 en is gevestigd in Den Haag. De eerste directeur was tot 1985 Erik Asmussen
SWOV heeft onder meer onderzoek gedaan naar de volgende onderwerpen:
- Aantal verkeersdoden in Nederland[1]
- Dode hoekproblematiek
- Motorrijders
- Alcohol en verkeer
- Drugs en geneesmiddelen in het verkeer
- Veiligheid van rotondes
- Afleiding in het verkeer (onder andere door mobiele telefoons)
- De invloed van snelheid op het aantal ongevallen
- Kinderen in het verkeer
- Jonge automobilisten
- Fietsers
- Fietshelmen

Kennis van SWOV is openbaar en wordt beschikbaar gesteld aan eenieder die zich beroepsmatig bezighoudt met verkeer en verkeersveiligheid in Nederland. De website van SWOV beschikt ook over factsheets over verschillende verkeersveiligheidsonderwerpen en een database waarin bezoekers zelf verkeersveiligheidscijfers kunnen analyseren.

## Duurzaam veilig
SWOV is een van de voorvechters van Duurzaam Veilig, een visie op de verkeersveiligheid met als doel om (ernstige) ongevallen te voorkomen en daar waar dat niet kan de kans op ernstig letsel nagenoeg uit te sluiten. De mens is daarbij het uitgangspunt: zijn fysieke kwetsbaarheid, maar ook wat hij kan en wil (mensen maken nu eenmaal fouten en houden zich niet altijd aan regels).
Duurzaam Veilig is een integrale benadering van het verkeerssysteem: 'mens', 'voertuig' en 'weg'. Weg en voertuig dienen in deze visie aan te sluiten bij wat de mens kan en dienen bescherming te bieden. Om dit te bereiken geeft Duurzaam Veilig aan welke kenmerken een bepaalde weg moet voldoen.